# 密點吻鰕虎魚
密點吻鰕虎魚（学名：Rhinogobius multimaculatus）为鰕虎魚科吻鰕虎魚屬的鱼类，俗名密點栉鰕虎魚。在中国，分布于浙江等。该物种的模式产地在浙江安吉。

## 扩展阅读
維基物種上的相關：密點吻鰕虎魚